# Nanopartikel

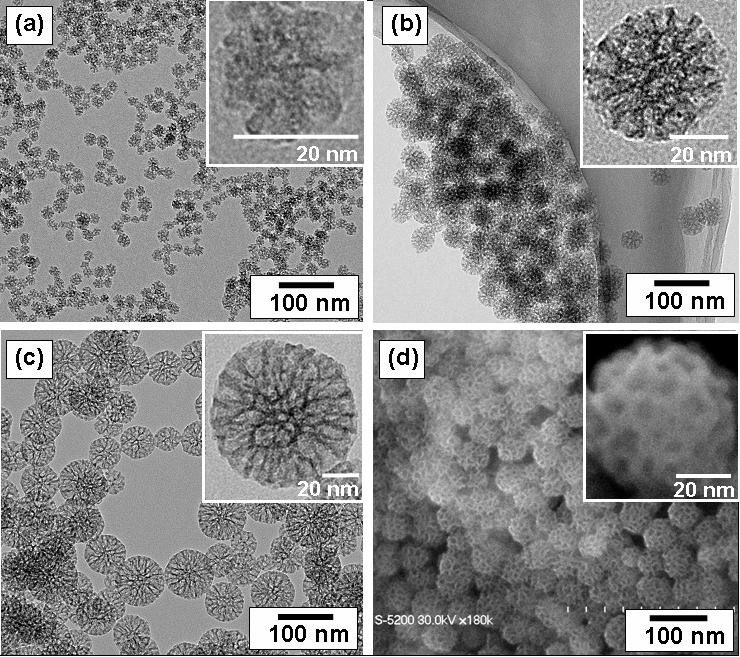
TEM
(a, b, and c) Bilder von präparierten Nanopartikeln mit Kantenlängen: (a) 20 nm, (b) 45 nm, und (c) 80 nm. SEM (d) wie (b). Starke Vergrößerung von Polymethylsiloxanpolyhydrat.

Der Begriff Nanopartikel, auch Nanoteilchen, bezeichnet Verbünde von einigen wenigen bis einigen tausend Atomen oder Molekülen. Der Namensbestandteil Nano verweist auf die Maximaldurchmesser der Partikel, der typischerweise bei 1 bis 100 Nanometern (nm) liegt. Nanopartikel sind gemäß ISO/TS 27687:2008 Nanoobjekte mit drei äußeren Dimensionen.
Nanopartikel können aus unterschiedlichen Stoffen bestehen und eine Umweltbelastung darstellen. Nanopartikel aus Kunststoff, die kleiner als Mikroplastik sind, werden Nanoplastik genannt.
Für Nanopartikel gibt es viele mögliche Anwendungsgebiete. So könnten sie z. B. zur Verbesserung diverser Materialien im Haushalt genutzt werden. In der Medizin könnte man mit Hilfe von Nanopartikeln einen zielgerichteten Transport von Medikamenten im Körper oder eine schonendere Form der Krebstherapie erzielen. Auch in der Elektrotechnik könnten Nanopartikel dazu beitragen, z. B. leistungsfähigere und kleinere Computer zu ermöglichen.
Das hohe Nutzenpotential hat einen drastischen Anstieg in Herstellung und Anwendung der unterschiedlichsten Arten von Nanopartikeln zur Folge, doch es eröffnet sich auch ein breites Spektrum an möglichen Gefahren für uns und unsere Umwelt. Es ist noch äußerst unklar, welche Nanopartikel eine Wirkung auf Organismen haben.
Mit möglichen Gefährdungen, welche von den Nanopartikeln während ihrer Herstellung, Verwendung und Entsorgung für die Umwelt ausgehen, befasst sich unter anderem die Ökotoxikologie, da Nanopartikel neuartige chemische und physikalische Eigenschaften aufweisen.

## Eigenschaften nanoskaliger Partikel
„… jedes Material, das man in den Nanomaßstab bringt, besitzt einzigartige Eigenschaften – sowohl physikalisch, chemisch, morphologisch wie auch biologisch.“

Nanopartikel besitzen spezielle chemische und physikalische Eigenschaften, die deutlich von denen von Festkörpern oder größerer Partikel abweichen. Dies sind unter anderem:
- höhere chemische Reaktivität durch große spezifische Oberfläche (große Teilchenoberfläche im Verhältnis zum Volumen) möglich
- geringer Einfluss von Massenkräften (Gewichtskraft) und zunehmender Einfluss von Oberflächenkräften (z. B. Van-der-Waals-Kraft)
- zunehmende Bedeutung von Oberflächenladung (siehe DLVO-Theorie) sowie thermodynamischen Effekten (Brownsche Molekularbewegung)
- daraus können stabile Suspensionen aber auch Aggregatbildung resultieren
- spezielle optische Eigenschaften

Letztendlich beruhen diese Eigenschaften der Nanopartikel auf der extrem hohen Oberflächenladung, die Kompensation sucht. Diese erhöhte Reaktivität begrenzt jedoch die Lebensdauer als „singuläre Nanopartikel“ auf sehr kurze Zeiten. Wenn keine gezielte Isolation durch Ionen- bzw. Micellenbeladung erfolgt, kommt es sehr schnell zu Ladungsausgleich durch Agglomeration bzw. Aggregation (z. B. durch Ultraschall-Beschallung und Vortexen), die gemäß dem 2. Hauptsatz der Thermodynamik nur unter Einsatz entsprechend hoher Energieeinträge wieder zu lösen ist. Diese Lebensdauer singulärer Nanopartikel kann ein Kriterium bei der Risikobewertung darstellen und gelegentlich die Einbeziehung nanostrukturierter Materialien in Risikobewertungen ausschließen.

## Vorkommen und Formen
Nanopartikel können sowohl auf natürlichem Wege (z. B. Viren, oder etwa bei Vulkanausbruch oder Waldbrand) als auch durch anthropogene (vom Menschen verursachte) Einflüsse, wie Kfz- und Industrieabgase, in die Umwelt gelangen. So versteht man unter Industrieruß lediglich sehr kleine Kohlenstoffteilchen, die z. B. auch bei Verbrennungsprozessen entstehen können.

Modell des Buckminsterfullerens, C_{60}

Synthetische Nanopartikel sind künstlich hergestellte Teilchen, die gezielt mit neuen Eigenschaften und/oder Funktionalitäten ausgestattet sind, wie z. B. elektrische Leitfähigkeit, chemische Reaktivität. Synthetische Nanopartikel können entsprechend ihrer chemischen und physikalischen Eigenschaften untergliedert werden. In der Forschung und Anwendung weit verbreitete Gruppen sind:
- Metall- und Halbmetall-Oxide (Siliciumdioxid (SiO2), Titandioxid (TiO2), Aluminiumoxid (Al2O3), Eisenoxide (Fe2O3 oder Fe3O4), Zinkoxid (ZnO) sowie Zeolithe und andere auf Silizium basierende mesoporöse Materialien wie MCM-41 oder SBA-15)
- Halbleiter (Cadmiumtellurid (CdTe), Cadmiumselenid (CdSe), Silizium)
- Metalle (Gold (Au), Silber (Ag), Eisen (Fe))
- Metallsulfide
- Nanoplastik

Kohlenstoffhaltige Nanopartikel können in unterschiedlichen Formen vorliegen:
- Fullerene
- Einzel- und mehrwandige Nanoröhren
- Graphen
- Nanofasern
- Polymere wie Dendrimere und Blockcopolymere
- Industrieruß (engl. carbon black)
- Diamant-ähnlicher Kohlenstoff (engl. diamond-like carbon)
- Zwiebel-ähnlicher Kohlenstoff (engl. onion-like carbon)[4]

### Industrieruß
Graphit (eine Form des Kohlenstoffs, neben Diamant und Fulleren) ist die Grundstruktur von Industrieruß (carbon black). Es ist ein weiches, schwarz-metallisch glänzendes Material, das sowohl in natürlicher Form vorkommt als auch künstlich hergestellt werden kann. Die Kristallstruktur des Graphits besteht aus vielen übereinanderliegenden parallelen Schichten, die in Größe und Anordnung variieren können. Innerhalb dieser Schichten kondensieren sp2-hybridisierte Kohlenstoffatome zu aromatischen Sechsringen und bilden ein konjugiertes π-System.
Carbon black ist die englische Bezeichnung für Industrieruß, der unter kontrollierten Bedingungen gezielt hergestellt wird und physikalisch und chemisch definiert ist. Dem gegenüber steht der Kamin- bzw. Dieselruß, der als nicht genau definiertes Nebenprodukt bei der Verbrennung von Kohle bzw. Kohlenwasserstoffen entsteht.
Industrieruß besteht zu 96–99 % aus Kohlenstoff, die restlichen Anteile sind Wasserstoff, Sauerstoff, Stickstoff und Schwefel, die größtenteils (in funktionellen Gruppen) an der Oberfläche chemisch gebunden sind. An den Ecken und Kanten der aromatischen Verbindungen ist die Oberflächenenergie am größten, so dass eine Adsorption von Gasen und Flüssigkeiten bevorzugt stattfindet.
Die Oxid-Gruppen auf der Porenoberfläche haben den größten Einfluss auf die physikochemischen Eigenschaften des Industrierußes, wie die Wasseradsorptionsfähigkeit und katalytische, chemische und elektrische Reaktivität. Hauptsächlich bilden sich dabei basische Hydroxy-, saure Carboxy- sowie Carbonyl- und Lacton-Gruppen auf der Oberfläche. Bei der Herstellung von Aktivrußen können dabei funktionelle Sauerstoffgruppen mit einem Massenanteil von bis zu 15 % eingeführt werden.

### „Ultrafeinstaub“
In der Luftgütemessung werden Partikel mit einem thermodynamischen Durchmesser von weniger als 0,1 µm unabhängig von der näheren Beschaffenheit als ultrafeine Partikel (UP bzw. UFP, „Ultrafeinstaub“) bezeichnet. Der thermodynamische Durchmesser beschreibt dabei ein kugelförmiges Partikel mit einem identischen Diffusionsverhalten wie das betrachtete Partikel.

### Halbleiter
Halbleiter-Nanopartikel besitzen spezielle Fluoreszenzeigenschaften. Wie bei makroskopischen Halbleitern gibt es eine Bandlücke, d. h., durch optische Anregung können Excitonen (Elektron-Loch-Paare) erzeugt werden, die bei Rekombination Photonen emittieren, d. h., in Form von Fluoreszenz Licht ausstrahlen. Das besondere bei Halbleiternanopartikeln ist, dass die Energie der Photonen  mit der Partikelgröße korreliert. Dabei vergrößert sich die Bandlücke mit kleiner werdender Teilchengröße.
Somit lassen sich aus demselben Material Partikel herstellen, die in verschiedenen Farben fluoreszieren, wobei sich die Farbe (Emissionswellenlänge) durch die Partikelgröße einstellen lässt. Kleine Partikel emittieren bei kleinerer Wellenlänge (größerer Photonenenergie), größere Partikel bei größeren Wellenlängen (kleinerer Photonenenergie). Dies ist durch die Quantenmechanik erklärbar („Teilchen im Kasten“-Modell), sogar im einfachsten Modell wird deutlich, dass durch die räumliche Beschränkung (die Elektronen müssen sich innerhalb des Partikels befinden) der Abstand der Energieniveaus von den räumlichen Dimensionen (d. h. der Partikelgröße) abhängig ist. Solche Systeme werden auch als Quantenpunkt bezeichnet, gängige Materialien sind Cadmiumchalkogenide, z. B. Cadmiumselenid und Cadmiumtellurid, welche als Quantenpunkte im sichtbaren Bereich emittieren.
Oxidmaterialien besitzen eine sehr große Bandlücke und sind optisch transparent. Durch Dotierung mit Fremdatomen können sie zur Phosphoreszenz gebracht werden.

### Kohlenstoffnanoröhren

Animation einer Kohlenstoffnanoröhre

Kohlenstoffnanoröhren (englisch:carbon nanotubes, CNT) bestehen aus zylinderförmigen Graphitlagen und besitzen einen Durchmesser von 1–100 nm. Die Form der Nanoröhren kann einwandig, mehrwandig oder Y-förmig sein. Sie weisen u. a. eine sehr hohe Wärmeleitfähigkeit, eine hohe Reißfestigkeit und extreme Elastizität auf, außerdem sind sie sehr strapazierfähig. Sie haben eine 10-mal höhere Zugfestigkeit als Stahl. Je nach Detail der Struktur ist die elektrische Eigenschaft innerhalb der Röhre leitend oder halbleitend.

### Metalle
Gegenüber Metallen in größeren Konfigurationen haben metallische Nanopartikel veränderte chemische Eigenschaften. Dies begründet sich in ihrer geringeren Größe und dem daraus resultierenden sehr hohen Oberflächen-Volumen-Verhältnis. So weist z. B. kolloidales Gold eine stärkere katalytische Wirksamkeit auf und zeigt, bei sehr kleinen Goldnanopartikeln, einen drastisch niedrigeren Schmelzpunkt. Hierbei verringert sich der Schmelzpunkt von 1,5 nm großen Goldpartikeln von 1064 °C im makroskopischen Festkörper auf etwa 500–600 °C im nanopartikulären Zustand.
Zudem zeigen Alkalimetall-, Kupfer-, Silber- und Goldnanopartikel andere optische Eigenschaften im Vergleich zu den gleichen Metallen in größeren Anordnungen. Sie zeigen in Dispersion eine breite Absorptionsbande im sichtbaren Bereich des elektromagnetischen Spektrums und besitzen somit eine intensive Farbe (charakteristische Farbe von Gold-Kolloiden: rot bis purpurrot). Dieser Effekt wird durch Partikelplasmonen hervorgerufen.
In der Biochemie und Zellbiologie werden Nanopartikel zur Aufnahme in Zellen verwendet. Zur Änderung der Funktion der Nanopartikel und zur Vermeidung einer Aggregation werden diese Partikel beschichtet, z. B. zur Bindung von Proteinen bei der zur Transmissionselektronenmikroskopie verwendeten Immungoldfärbung oder zur Bindung von DNA bei der Munition der Genkanone.

### Nanowasser
Ende 2013 gelang es Forschern in den Vereinigten Staaten von Amerika erstmals, stabile Nanowasser-Tropfen zu erzeugen – mit einem Durchmesser von 25 Nanometern. Dies gelang mittels Elektrospray. Aufgrund der gegenüber normalen Wassertropfen vergrößerten Oberflächenspannung blieben die Nanowassertropfen bis zu vier Stunden stabil und konnten für gewisse Zeit in der Luft schweben, ohne zu verdunsten. Darüber hinaus waren bei der Aufspaltung des Wassers durch den Elektrosprayprozess entstehende hoch reaktive Sauerstoffradikale wie Hydroxyl-Radikale und Superoxide in die Nanotropfen eingekapselt. Aufgrund der zusätzlichen Ionisierung waren die Tropfen dann extrem aggressiv: sie rissen Löcher in die Zellmembran in der Luft schwebender Bakterien und töteten sie auf diese Weise. Dieser Vorgang führte zur Bildung des Begriffs Nanobombe für die Wasserteilchen. Infolge wurde über die Verwendung von Nanowasser als – völlig rückstandsloses – Desinfektionsmittel diskutiert. Bei Inhalationsversuchen mit Mäusen wurde eine toxikologische Wirkung z. B. in deren Lungen nicht gefunden, da die Nanowasserteilchen vermutlich auf wässrigen Oberflächen sofort neutralisiert würden."

## Abgrenzung zu Aerosol
Aerosol ist die Sammelbezeichnung für die in Gasen mitschwebenden, feinst verteilten (dispergierten), festen und flüssigen Teilchen (Schwebstoffe) unterschiedlicher Größe. Für Nanopartikel, die im Gas suspendiert sind, gelten die gleichen Naturgesetze – unabhängig davon, ob sie absichtlich oder unabsichtlich erzeugt wurden.
Nanopartikel in Aerosolen haben z. T. eine kurze Lebensdauer von nur wenigen Stunden, da sie aufgrund ihrer hohen Diffusivität schnell mit größeren Partikeln koagulieren.
So können sich gänzlich neue Aerosolpartikel in der Atmosphäre bilden. Durch Experimente in der Expansionskammer ist es gelungen, Aerosole im Nanobereich von einem bis drei Nanometern zu untersuchen sowie die Bildung neuer Aerosolpartikel in der Atmosphäre nachzustellen.
Der Bereich der Aerosolnanopartikel von 1 bis 10 nm ist von besonderem Interesse, da in dieser Größenordnung Quanteneffekte auftauchen und die Bildung von kritischen Clustern und darauffolgend größeren Aerosolpartikelmolekülen zu beobachten ist. Ab einer gewissen Partikelgröße werden sie schwerflüchtig, und es können sich Kondensationskeime in einer Größenordnung von 100 nm herausbilden.

## Herstellung
Es haben sich verschiedene Verfahren zur Herstellung von Nanopartikeln etabliert: Man unterscheidet zwischen Bottom-Up- und Top-Down-Verfahrensweisen, je nachdem ob ein Material nanostrukturiert wird (Top-Down) oder z. B. Partikel aus einer fluiden Phase synthetisiert werden.
Top-Down-Verfahren:
- Mahlprozesse
- Laserablation

oder über Lithographische Verfahren wie:
- Fotolithografie
- Elektronenstrahl-Lithographie
- Nano-Imprint-Lithographie

Bottom-Up-Verfahren:
- chemische Herstellung in Lösungen (z. B. Sol-Gel-Methode),
- Herstellung im Plasma, bei gasförmigen Edukten, alternativ auch mittels eines beheizten Reaktors (z. B. chemische Gasphasenabscheidung),
- Herstellung durch selbst organisiertes diffusionsbegrenztes Wachstum auf Oberflächen oder mit Templaten (z. B. Hydrothermalsynthese von nanoporösen Cetineiten),
- Herstellung durch gezielte Nukleation von Molekülen aus einer übersättigten Flüssig- oder Gasphase (Ostwald-Reifung bzw. Fällung)
- Elektrospinnen
- Mikroemulsionstechniken
- SMAD (solvated metal atom dispersion)

Je nach Einsatzgebiet der Nanopartikel ist meist eine genau definierte und enge Partikelgrößenverteilung erforderlich. Abhängig von der chemischen Natur der gewünschten Nanopartikel eignet sich das eine oder andere Verfahren besser, um ein gutes Ergebnis zu erreichen. Meist liefern Verfahren in Lösung oder Verfahren der Selbstorganisierung die besten Ergebnisse. Diese sind aber großtechnisch nur schwer oder gar nicht durchführbar.

## Verwendung

### Nanoelektronik
Es ist gelungen, logische Schaltkreise aus Kohlenstoff-Nanoröhren und aus Halbleiter-Nanokabeln zu bilden. Dies könnten die ersten Schritte zur Verwirklichung von Nanocomputern sein. Darüber hinaus konnten erste logische Schaltungen mit Zinkoxid-Nanopartikeln demonstriert werden. Auf Grund der Durchlässigkeit für elektromagnetische Wellen im sichtbaren Wellenlängenspektrum sind diese Schaltungen besonders interessant für die Realisierung von transparenter Elektronik. Zusätzlich lässt sich das Zinkoxid in seiner nanopartikulären Form auch in Druckprozessen abscheiden, so dass eine Schaltungsintegration im Druckverfahren möglich ist. Da die Leistungsfähigkeit jedoch durch die relativ geringe Ladungsträgerbeweglichkeit reduziert ist, eignen sich die Bauelemente hauptsächlich für sogenannte low-cost/low-performance-Anwendungen. Hierunter fallen zum Beispiel RFID-Tags oder einfache sensorische Aufgaben. Nanokristalle aus Indium-Arsenid werden verwendet, um lichtemittierende Dioden (LEDs) herzustellen. Die Strahlungswellenlänge liegt bei der von Telekommunikationssystemen. Ein Anwendungsgebiet könnte die Telekommunikationstechnik sein.

### Nanomaterialien
Nanopartikel werden bereits bei der Herstellung vieler Produkte verwendet.
Als ältester Nanowerkstoff wird teilweise Beton genannt, obwohl erst lange nach seiner ersten Verwendung erkannt wurde, dass dieser seine Festigkeit Kristallstrukturen verdankt, die lediglich einige Nanometer groß sind.
Ob „Marmor von der Rolle“, Fassadenputz, der durch Beimischung von Nanopartikeln Schadstoffe und unangenehme Gerüche beseitigt oder Nanopartikel auf Dachziegeln, die ein Wachstum von Algen verhindern sollen – es gibt sehr viele Möglichkeiten, Materialien mit Hilfe der Nanotechnologie zu verbessern.
Etliche kosmetische Produkte, wie verschiedene Sonnencremes, Deodorants und Zahnpasten enthalten Nanopartikel, wie Titandioxid (TiO2) (E 171) und Aluminiumoxid (Al2O3).
Auch Lebensmitteln werden bereits Nanopartikel beigesetzt. In Tomaten-Ketchup dient Siliziumdioxid (E 551) als Verdickungsmittel, Titandioxid wird zur Aufhellung von Salatdressings verwendet und Aluminiumsilikat wirkt der Verklumpung pulverförmiger Lebensmittel entgegen.
Das NanoEnergieTechnikZentrum (NETZ) forscht mit Nanokompositen an leistungsfähigeren Elektroden von Lithium-Ionen-Batterien, die durch die vergleichsweise größere reaktive Oberfläche der Nanokomposite eine höhere Energiedichte und Leistungsdichte erhalten können.
Weitere Beispiele sind Nanopartikel in Farben und Lacken sowie Imprägniermitteln für alle Arten von Oberflächen, welche Schutz vor mechanischer Beschädigung bieten sollen.
Im Oktober 2009 warnte das Umweltbundesamt vor Gesundheitsgefahren, die aus dem industriellen Einsatz von Nanotechnologie in Nahrungsmitteln, Kleidungsstücken, Kosmetika und anderen Produkten resultieren können. Kurz darauf relativierte das Umweltbundesamt seine Aussagen jedoch wieder. Führende Schweizer Wissenschaftler äußerten sich ebenfalls überrascht über die Aussagen des Umweltbundesamtes in seiner Studie aus dem Oktober 2009. Trotzdem hat Bio Suisse die Zulassung von E 551 als Trennmittel in Gewürzen, wegen Bedenken in Bezug auf die enthaltenen Nanopartikel, auf Anfang 2019 beendet.
Zinkoxid-Nanopartikel, welche als UV-Absorber in Lebensmittelverpackungen eingesetzt werden, können mit einer Veränderungen des Darms und einer Verringerung der Nährstoffaufnahme einhergehen.

### Nanotechnik in der Medizin
Durch die Nanotechnologie eröffnet sich ein weites Feld für medizinische Anwendungen, die sich bewährt haben oder zumindest teilweise klinisch erprobt sind:
- Ein Beispiel ist das Knochenersatzmaterial aus Hydroxylapatit,[34] das u. a. bei Zahnimplantaten seit den 1980er Jahren als Hilfsmittel dient. Knochenbildende Zellen können aufgrund der nanokristallinen Struktur des Ersatzmaterials einwandern und die Knochenersatzmasse durch natürlichen Knochen ersetzen.[35]
- Die speziellen Eigenschaften der Nanomaterialien können genutzt werden, um gezielt die Blut-Hirn-Schranke für Therapeutika passierbar zu machen.[36] Auch das gezielte Einbringen von Medikamenten in den Körper könnte durch die Nanotechnologie ermöglicht werden. Ein weiteres Beispiel ist die Injektion von Liposomen (mikroskopisch kleine Bläschen aus Phospholipiden), die mit bestimmten Molekülen beschichtet wurden. Liposomen können beispielsweise in der Krebstherapie eingesetzt werden, da die Blutgefäße von Tumoren eine größere Durchlässigkeit (EPR-Effekt) für die Liposomen haben als die Blutgefäße in gesunden Geweben. Somit reichern sich die Liposomen in den Tumoren an. Wirkstoffe können so gezielt eingesetzt werden.[35] Zudem ist es möglich, die Substanz in ein ganz bestimmtes Körpergewebe zu dirigieren.[37]
- Durch gezielte Markierung bestimmter Zellen (z. B. Stammzellen, dendritische Zellen) beispielsweise mit Nanopartikeln aus Eisenoxiden, lassen sich die zu therapeutischen Zwecken verabreichten Zellen nicht-invasiv mit bildgebenden Techniken wie der Magnetresonanztomographie zu verschiedenen Zeitpunkten darstellen.[38]
- Eine erste Krebsbehandlung mit Nanopartikeln aus Paclitaxel-Albumin ist bereits mit dem Medikament Abraxane (Hersteller Celgene) beim metastasierten Mammakarzinom (Brustkrebs) zugelassen. Die Krebsbehandlung mit Nanopartikeln aus Eisenoxid stellt ein weiteres Forschungsgebiet dar (siehe Nanotechnologie).
- Mit in magnetisch beeinflussbare Nanohüllen eingelagerten Rinderspermien gelangen unter Laborbedingungen bereits so genannte „assistierte“ künstliche Befruchtungen.[39]
- Im Januar 2020 entwickelten Forscher ein Nanopartikel, das innerhalb des Körpers Zellen des Immunsystems – Monozyten und Makrophagen – dazu bringt, Plaques in den Wandschichten arterieller Blutgefäße aufzufressen. Das Partikel enthält Kohlenstoffnanoröhren, welche eine Droge enthalten, welches das Gen SHP1 der Blutzellen deaktiviert. Solche Plaques – größtenteils eingelagerten Fette – verursachen Atherosklerose, die derzeit häufigste Todesursache weltweit.[40][41][42][43][44]
- In bestimmten neuen Arten von Impfstoffen werden Nanopartikel aus Biomolekülen als Trägersubstanz eingesetzt. Ein Beispiel hierfür sind mRNA-Impfstoffe wie Tozinameran (Comirnaty von Pfizer/BioNTech) und Elasomeran (Spikevax von Moderna), bei denen die mRNA in Lipid-Nanopartikel „verpackt“ ist, um die Aufnahme in die Zellen der geimpften Person zu erleichtern. Ein anderes Beispiel sind rekombinante Untereinheitenimpfstoffe auf Grundlage von Protein-Nanopartikeln wie GBP510, bei denen die Antigene auf einem Nanopartikel-Gerüst präsentiert werden.
- Durch die kovalente Bindung von Thiolteilstrukturen an der Oberfläche von Nanopartikeln oder durch das Überziehen mit Thiomeren können hohe mukoadhäsive Eigenschaften und Eigenschaften zu einer verbesserten Zellaufnahme vermittelt werden, die für die Verabreichung von verschiedenen Wirkstoffen vorteilhaft sind.[45]

### Militärischer Einsatz
Die vielfältigen Einsatzgebiete der Nanotechnik eröffnen auch der Nutzung im militärischen Bereich neue Möglichkeiten. So sind beispielsweise kleine, eingebaute Rechner in Waffen oder Uniformen denkbar und auch das Implantieren von Nanotechnik in die Körper von Soldaten beispielsweise zur Kommunikation, Überwachung oder der Abgabe von Medikamenten. Ebenso sind im Bereich der biologischen und chemischen Waffen neue Anwendungen absehbar, auch zur Detektion und medizinischen Behandlung.

### Umwelttechnischer Nutzen
Das Verhältnis von Nutzen und Gefahren der Nanotechnologie ist umstritten. Die Technologie könnte Potentiale zur Entlastung der Umwelt bieten, allerdings befinden sich viele der Anwendungen noch in der Entwicklung.
- Nanomaterialien können als Bindemittel für Umweltgifte genutzt werden. So wurde am Beispiel zweier als natürliche Nanopartikel vorkommende Minerale (Allophan und ein Smektit) nachgewiesen, dass sie eine hohe Aufnahmekapazität für Schadstoffe wie z. B. Kupfer oder Naphthalin besitzen.[47]
- Von der Rice University wurde ein kostengünstiges Entfernen (Filterung) von Arsen aus Trinkwasser unter Verwendung von Nano-Magnetit entwickelt.[48]
- Eisenoxid-Nanopartikel sind dafür verwendet worden, Rohöl aus dem Mittelmeer und Glyphosat aus Teichwassern einzufangen. Die Universität Erlangen-Nürnberg ht Verfahren entwickelt, um mit modifizierten Eisenoxid-Nanopartikeln auch Mikroplastik[49] und per- und polyfluorierte Alkylverbindungen (PFAS)[50] aus dem zu Wasser entfernen.
- Nanotechnikbasierte Sensoren sollen sich wegen ihres geringeren Gewichtes sehr energieeffizient betreiben lassen. Diese Sensoren werden vorrangig für den biomedizinischen und im militärischen Bereich entwickelt. Auch in der Umweltanwendung für den optimierten und spezifischen Nachweis biologischer und chemischer Verunreinigungen können sie verwendet werden.
- Mit dem Einsatz nanotechnikbasierter Leuchtdioden (LED) lässt sich angeblich für die Beleuchtung eine drei- bis fünffach erhöhte Energieeffizienz im Vergleich zur Beleuchtung mit einer herkömmlichen Kompaktleuchtstoffröhren  erreichen. Die Verwendung von Farbstoffsolarzellen verspricht laut UBA eine höhere Effizienz des Lichteinfangs durch nanometerfeine Verteilung eines lichtabsorbierenden Farbstoffs.[36]
- In modernen Autoreifen werden bereits Siliziumdioxid- und Nanorußpartikel zur Materialverstärkung eingearbeitet. Sie sollen einen geringeren Rollwiderstand bewirken und so dabei helfen, bis zu zehn Prozent Kraftstoff einzusparen.[36]
- Die Abgasreinigung bei Kraftfahrzeugen soll durch nanoporöse Filter verbessert werden um Rußpartikel aus Abgasen zurückzuhalten.[36]
- Durch die Verringerung der Schichtdicke von Lacken lassen sich Rohstoffe einsparen. Ferner könnten angeblich auf umwelt- und gesundheitsbedenkliche Chrom-VI-Lacke beim Korrosionsschutz für Metalle wegen nanotechnikbasierter Oberflächen verzichtet werden.[36] Die Verwendung nanopartikelhaltiger Autolacke verspricht durch die keramikartige kristalline Struktur mehrerer hauchdünner Schichten einen geringeren Verschleiß. Laut Mercedes verfüge dieser Nanolack, der bereits seit zwei Jahren verwendet wird, nach rund 100 Waschstraßendurchfahrten noch über 72 Prozent „Restglanz“, beim herkömmlichen Lack sei bei gleicher Belastung nur noch 35 Prozent der Neuwagen-Brillanz übrig. Dieser Lack trägt also dazu bei, dass man sein Auto nicht so oft waschen müsste und somit Wasser einsparen könnte und das Grundwasser weniger verunreinigt. Laut Angaben der Hersteller sei kein Gesundheitsrisiko vorhanden, da die Nanopartikel in einer Matrix gebunden vorliegen. Ähnliche Nanolacke werden auch als Wandfarbe verwendet.[51]

## Entsorgung
Laut einem Artikel des Bundesministeriums für Umwelt (BMU) sind Überlegungen zur Entsorgung von Nanopartikeln immer noch mit einem Fragezeichen versehen. Beim Erstellen von Entsorgungsrichtlinien muss berücksichtigt werden, ob die Partikel frei oder an eine Matrix gebunden vorliegen, ob sie wasserlöslich sind oder nicht, ob sie zerfallen oder sich zusammenlagern. Es gibt nicht „das Nanopartikel“, jeder Stoff muss individuell betrachtet werden, und dazu müssen zunächst die verschiedenen Partikel charakterisiert und normiert werden.
Zur Entsorgung von Nanopartikeln gibt es bislang nur wenige Erfahrungen und Erkenntnisse. Erste wissenschaftliche Untersuchungen im Zusammenhang mit ihrer Verbrennung zeigten, dass sie dabei weitestgehend nicht in den Abgasstrom gelangten, sondern in der jeweiligen Asche und Schlacke verblieben. Weitere Untersuchungen sind im Gang: Unklar ist zum Beispiel, was mit ins Wasser oder Klärschlamm gelangten Nanopartikeln aus beispielsweise Kosmetika geschieht.

## Mögliche Risiken
Die enorme Reaktivität von Nanopartikeln und der drastische Anstieg in Herstellung und Anwendung der unterschiedlichsten Arten von Nanopartikeln können ein breites Spektrum an möglichen Gefahren für Mensch und Umwelt eröffnen. Untersuchungen zur Ökotoxikologie von Nanoplastik legen nahe, dass sie über die Nahrungskette Mensch und Tier erreichen und gesundheitliche Beeinträchtigungen hervorrufen können. Außerdem konnte nachgewiesen werden, dass Nanoplastik die Zellmembran lebender Organismen schädigen kann.
Daher ist es notwendig, vorab zu prüfen, wo es möglich ist, bereits während der Herstellungsprozesse auf potenziell schädliche Nanopartikel zu verzichten, insbesondere, wenn der direkte Nutzen begrenzt ist. Das Umweltbundesamt empfiehlt in einer Studie, Produkte mit den kleinen Partikeln so lange zu vermeiden, wie ihre Wirkungen in der Umwelt und auf die menschliche Gesundheit noch weitgehend unbekannt sind. Eine japanische Studie kam zu dem Schluss, dass Nanopartikel die Hirnentwicklung bei Föten beeinflussen können. Mehrere auf Tierversuchen basierende Studien zeigten wiederholt, dass Nanopartikel zu Entzündungen der Lunge führen.
Zahlreiche Untersuchungen zeigen mögliche umweltschädigende und gesundheitsschädliche Aspekte der Nanotechnologien auf, so zum Beispiel die Aufnahme der Partikel in den Organismus über die Atemwege, die Haut und den Mund, auch bei bereits auf dem Markt befindlichen Produkten wie Kosmetika und Nahrungszusatzstoffen. Aus wissenschaftlicher Sicht wäre es dennoch möglich, einige Nanomaterialien, sobald deren Unschädlichkeit nachgewiesen wurde, mit entsprechenden Umweltzeichen auszuzeichnen.

### Mechanische Toxizität
Aufgrund ihrer geringen Größe mit den damit verbundenen besonderen mechanischen Eigenschaften (Verklumpungsfähigkeit) erweisen sich Nanopartikel wie Titandioxid in Versuchen als giftig in einer bisher mit Tests nicht erfassbaren und erfassten Weise.

### Risiken für den Menschen
Nanopartikel können auf Grund ihrer kleinen Ausmaße (10–100 nm) über die Haut, die Atemwege (vgl. Einatembare Fraktion) und über den Magen-Darm-Trakt in den Körper aufgenommen werden und sich dort über den Blutkreislauf im gesamten Organismus verteilen.
Bei Herstellung, Konsum und Verwendung von nanopartikelhaltigen Produkten kommen Menschen mit diesen potenziell gesundheitsschädlichen Substanzen in Kontakt. Werden die Partikel in den Organismus aufgenommen, könnten sie dort erheblichen Schaden anrichten und Ursache für Krankheiten sein. Hierzu laufen zahlreiche Untersuchungen, welche die derzeitigen Kenntnisse zur Toxikologie und Ökotoxikologie von Nanomaterialien erweitern sollen. Eine Gefährdung der Arbeitnehmer bei der Herstellung von Nanomaterialien kann bei Befolgung der geltenden Regeln zur Sicherheit am Arbeitsplatz ausgeschlossen werden.
Grundsätzlich muss darauf hingewiesen werden, dass in bislang durchgeführten Untersuchungen keine einheitlichen Standards für die Charakterisierung der verwendeten Materialien und für die Durchführung der Messung angewandt wurden. Forschungsprojekte wie das vom Bundesministerium für Bildung und Forschung unterstützte Projekt NanoCare stellen hier erste verbindliche Arbeitsanweisungen zur Verfügung.
- Bei der Verwendung von Nano-Imprägniersprays beispielsweise können Nanopartikel über die Atemluft in die Lunge aufgenommen werden. In der Lunge gelangen Nanopartikel bis in den Bereich der Lungenbläschen (Alveolen), im Unterschied zu größeren Partikeln. Sie werden dort zum Auslöser heftiger Entzündungen des Lungengewebes. Außerdem findet an dieser Stelle ebenfalls der Übertritt der Partikel in die Blutbahn statt.[59] Dabei treten kleinere Partikel einfacher in das Blut über und können anschließend die Blut-Hirn-Schranke durchdringen.[36][60]
- Bei einer 2009 veröffentlichten Untersuchung der Wirkung von Kohlenstoffnanoröhrchen auf das Lungengewebe von Mäusen wurde deutlich, dass die Röhrchen wie Asbestfasern zum Brustfell vordringen.[61] Dort sammelten sich in Folge Fresszellen des Immunsystems, zwei Wochen nach Einatmen des Feinstaubes (in einmaliger, hoher Dosis) bildeten sich Narben am Lungengewebe, das Gewebe wurde also gereizt. Die Forscher befolgen dieselben Vorsichtsmaßnahmen wie bei der Verwendung von Asbest, solange das Risiko nicht deutlicher geklärt ist.
- Grundsätzlich konnte nachgewiesen werden, dass Nanopartikel, die über die Riechschleimhaut aufgenommen werden, über die Nervenbahnen des Riechkolbens und unter Passage der äußerst selektiven Blut-Hirn-Schranke in das Gehirn gelangen.[62] Der Schutz des Gehirns vor hochreaktiven und vermutlich gewebeschädigenden Substanzen ist somit aufgrund der Größe der Nanopartikel nicht mehr gewährleistet.
- Als Folge der Aufnahme von Nanopartikeln kann es vor allem bei Menschen, die an Arteriosklerose und Herzerkrankungen leiden, zu einer Verschlimmerung der bestehenden Erkrankung und zu Ablagerungen in unterschiedlichen Organen, wie Milz, Leber, Knochenmark etc. kommen.[62]
- Der Verzehr von Lebensmitteln, die mit Nanopartikeln versetzt sind, ermöglicht die Aufnahme der potenziell schädlichen Substanzen über die Schleimhäute des Magen-/Darmtraktes in die Blutbahn. Im Darm werden Nanopartikel von den Peyer-Plaques aufgenommen. Auch bei der Aufnahme von Nanopartikeln über den Magen-Darm-Trakt gilt, je kleiner die Partikel sind, desto größer ist die Wahrscheinlichkeit, dass es zu einer Ablagerung der aufgenommenen Partikel in bestimmten Geweben und Organen und zur Schädigung derselben kommt.[62]
- Eine weitere Möglichkeit der Aufnahme von Nanopartikeln in den Organismus erfolgt möglicherweise über die Haut, zum Beispiel durch das direkte Auftragen von nanopartikelhaltigen Kosmetika.[62] Einige Studien widerlegen eine Aufnahme von Nanopartikeln bis zu lebenden Zellschichten des Epithelgewebes; andere Untersuchungen geben Hinweise auf gegenteilige Befunde. So könnten in Kosmetikprodukten enthaltene Nanopartikel über die Hornhaut direkt, oder über Haarwurzeln in die Haut aufgenommen werden und dort zur Schädigung der Zellen durch Radikalbildung führen und möglicherweise Hautirritationen und -allergien auslösen. Neuere Untersuchungen mit modernen Methoden zeigten jedoch, dass die dermale Aufnahme von Nanomaterialien, soweit sie in Kosmetika verwendet werden, wenn überhaupt, sehr gering ist. Der wissenschaftliche Ausschuss für Verbrauchersicherheit (Scientific Committee on Consumer Safety, SCCS) bei der Europäischen Kommission hat sich grundlegend mit den Sicherheitsfragen von Nanomaterialien in Kosmetika befasst und kam nach Auswertung der einschlägigen Literatur zum Schluss, dass in der Regel ein vereinfachtes Verfahren zur Bewertung der Nanomaterialien in Kosmetika bei der Anwendung auf der Haut angewendet werden kann und hat dies in einer ausführlichen Stellungnahme begründet.[63] Auch für einige Nanomaterialien, die zum Beispiel in Sonnenschutzmitteln als effektiver physikalischer Schutz vor Sonnenlicht eingesetzt werden, liegen ausführliche Stellungnahmen des SCCS vor, die die Unbedenklichkeit der Verwendung in Kosmetika belegen. Diese wissenschaftlich begründete Unbedenklichkeit ist Voraussetzung für die Zulassung und Aufnahme in die entsprechenden Anhänge der Europäischen Kosmetika-Verordnung 1223/2009/EG, zum Beispiel für Nano-Titandioxid, Nano-Zinkoxid und ein weiteres Nanomaterial auf organisch-chemischer Basis (Trisbiphenyltriazine), während Nano-Ruß nach entsprechender Bewertung durch das SCCS als Färbungsmittel in Kosmetika zugelassen ist.[64] Das SCCS hat jedoch die inhalative Aufnahme der vorgenannten Nanomaterialien wegen ungeklärter möglicher Risiken nicht als unbedenklich eingestuft.[65] Deshalb ist die Verwendung dieser Nanomaterialien etwa in Druckgas-Spraydosen derzeit nicht zulässig.
- „Medizinisch eingesetzte Nanopartikel können die DNA schädigen, ohne dafür in die Zellen eindringen zu müssen. Das zeigt eine jetzt in ‚Nature Nanotechnology‘ veröffentlichte Studie an in Kultur gehaltenen Zellen.“[66]
- In einer Studie wurde festgestellt, dass in die Blutbahn gelangte Nanopartikel dort aufgrund ihrer molekularen Anziehungskraft innerhalb von Sekunden von einer Eiweiß-Korona, einem Kranz aus bis zu 300 körpereigenen Proteinen, umhüllt wurden; diese Korona veränderte sich nach ihrer Entstehung praktisch nicht mehr. Die Wirkung im Körper blieb unklar.[67]

### Risiken für die Umwelt
Es ist nicht klar, ob diese ökologischen Risiken und Gefahren auch für in Trägersubstanzen (Lacke, Fassadenfarben, Textilien) oder technische Geräte (Informationstechnologie) eingebrachte Nanopartikel gilt. Der derzeitige Stand der Wissenschaft lässt keine verlässlichen Aussagen über die Gefahr und die Gesundheitsschädlichkeit bezüglich nanoskaliger Inhaltsstoffe und Komponenten zu. Es ist nach wie vor zu klären, ob auf Grund bestimmter Witterungsverhältnisse oder durch mechanische Belastung Nanopartikel aus Fassadenfarben, Autoreifen oder -lacken in Form nanoskaligen Abriebs austreten können.
Kommt es zu Auswaschung nanoskaliger Partikel aus festen Trägersubstanzen, so ist eine Belastung für Umwelt und Organismen möglich. Die Anwendung nanoskaliger Verbindungen ist mit hoher Wahrscheinlichkeit gleichbedeutend mit ihrem Eintrag in die Umwelt bzw. deren Eintritt in Nahrungsketten. Selbst wenn durch die Nanomaterialien als solche keine direkten Schäden verursacht werden sollten, könnten Nanopartikel aufgrund ihrer hohen Reaktivität andere Schadstoffe binden und ihnen den Transport in der Luft oder im Wasser erleichtern.
Das Gefährdungspotential besteht vor allem durch die Bindung an und von toxischen Substanzen, die Mobilisierung von Schwermetallen, Bindung von Nährstoffen im Grundwasser, Anreicherung über die Nahrungskette, weltweite Verbreitung über die Luft und Veränderung der Mikrofauna durch biozide Wirkung in Boden und Wasser.
Die Umwelt-Bereiche, in denen Nanopartikel ein Risiko darstellen können hinsichtlich des Mediums bzw. Lebensraum, z. B. Luft oder Wasser, oder der gefährdeten Lebewesen, wie Pflanzen, Tiere und Menschen unterteilt werden. Die im Folgenden genannten Risiken sind nur Beispiele und keinesfalls als vollständig anzusehen, vor allem da dieser Bereich weiterhin Gegenstand aktiver Forschung ist.
Auf das Verhalten von Nanopartikeln in der Luft wird im Abschnitt „Risiken bei der Herstellung“ bzw. im Artikel Ultrafeinstaub näher eingegangen. Im Wasser können Partikel aufgrund der Bindung anderer Substanzen grundlegend ihre Eigenschaften ändern, sodass beispielsweise ihre Aufnahme durch Organismen erleichtert würde: Entweder die Partikel selbst oder an sie gebundene Schadstoffe könnten in den Organismen negative Effekte auslösen. Die biologische Aktivität der Nanopartikel hängt ab von ihrer Größe, Form, Chemie, Oberfläche und Löslichkeit.
In Wasser enthaltenes Nanoplastik kann von Wasser- und Klärwerken nicht immer eliminiert werden und kann so über das Trinkwasser in die Nahrungskette gelangen. Zusätzlich erreicht Nanoplastik sowohl Tiere als auch Menschen über den Verzehr von Fisch, Muscheln oder Garnelen. In der Trinkwasseraufbereitung werden durch die Sandfilter rund 99,9 % des im Rohwasser vorliegenden Nanoplastiks entfernt.
Hinweise zu negativen bzw. hemmenden Effekten von Nanopartikeln auf das Wurzelwachstum von Pflanzen ergeben sich aus einer Studie von Ling Yang und Daniel J. Watts vom New Jersey Institute of Technology.
Bezüglich der Risiken für Tiere gibt es  diverse Studien, von denen einige hier kurz erwähnt werden sollen. Untersuchungen mit Fischen geben Hinweise darauf, dass Nanopartikel auch biologische Barrieren wie die Blut-Hirn-Schranke durchdringen können. Die so genannten C60-Moleküle (auch „Buckminster-Fullerene“) werden schon bei relativ niedrigen Konzentrationen über die Kiemen aufgenommen. Die Verteilung der Nanopartikel im Körper scheint abhängig von Größe, Form und Stoffeigenschaften zu sein. Versuche schwedischer Forscher lassen darauf schließen, dass kommerziell hergestellte Polystyrol-Nanopartikel, die über die Nahrungskette aufgenommen werden, das Fressverhalten und den Fettstoffwechsel bei Fischen beeinflussen können.
In einem generationenübergreifenden Versuch mit Wasserflöhen stellte sich heraus, dass Nachkommen von mit Titandioxid behandelten Tieren, welche selbst nie Kontakt mit Titandioxid hatten, dem Stoff gegenüber empfindlicher waren: sie häuteten sich nicht wie üblich oder starben; es müsste „also eine Übertragung einer Schädigung von den Eltern auf die nachfolgenden Generationen stattgefunden haben“.

### Risiken bei der Herstellung
Bei der Herstellung von Nanopartikeln besteht die Gefahr der Exposition von Menschen an ihrem Arbeitsplatz. Die MAK- oder TRK-Werte sind hierfür nicht ausreichend.
Durch Fehler in der Apparatur können Nanopartikel bei ihrer Synthese in die Umgebung abgegeben werden. Dabei ist ein solcher Unfall wesentlich schwerer zu ermitteln als bei größeren Partikeln, weil die Konzentrationen, in denen Nanopartikel vorliegen meist sehr niedrig sind. Nanopartikel bewegen sich sehr schnell und können in der Luft große Strecken zurücklegen. Sie verteilen sich somit in kürzester Zeit im Raum, sodass nicht nur Bereiche in der direkten Umgebung kontaminiert werden, sondern auch weiter entfernte Bereiche und Personen. Zur Kontrolle sind hier hochempfindliche Gasdetektionssysteme notwendig.
Momentan sind weder geeignete Masken noch Hochleistungsfilter verfügbar, die direkt ausgesetzten Personen einen ausreichenden Schutz bieten.
Zwar unterliegen Nanopartikel durch Kollision und Zusammenlagerung einem schnellen Wachstumsprozess, jedoch handelt es sich aber bei den aggregierten Partikeln meist immer noch um Nanopartikel.